# Gynoplistia (Gynoplistia) distinctissima
Gynoplistia (Gynoplistia) distinctissima is een tweevleugelige uit de familie steltmuggen (Limoniidae). De soort komt voor in het Australaziatisch gebied.